# Moulin Rouge (1952)
Moulin Rouge is een Britse dramafilm uit 1952 onder regie van John Huston. Het scenario is gebaseerd op de gelijknamige roman uit 1950 van de Franse auteur Pierre La Mure.

## Verhaal
De schilder Henri de Toulouse-Lautrec lijdt aan een groeistoornis. Hij verbeuzelt zijn geld aan drank en aan de lichte vrouwen van Montmartre. Zo wordt hij een vaste klant van de Moulin Rouge. Daar maakt hij zijn bekende schilderijen.

## Rolverdeling
| Acteur           | Personage                 |
| ---------------- | ------------------------- |
| José Ferrer      | Henri de Toulouse-Lautrec |
| Colette Marchand | Marie Charlet             |
| Zsa Zsa Gábor    | Jane Avril                |
| Suzanne Flon     | Myriamme Hamam            |
| Claude Nollier   | Adèle de Toulouse-Lautrec |
| Katherine Kath   | La Goulue                 |
| Muriel Smith     | Aicha                     |
| Mary Clare       | Marie Loubet              |
| Walter Crisham   | Valentin le Desossé       |
| Harold Kasket    | Charles Zidler            |
| Georges Lannes   | Brigadier Patou           |
| Lee Montague     | Maurice Joyant            |
| Maureen Swanson  | Denise de Frontiac        |
| Tutte Lemkow     | Partner van Aicha         |
| Jill Bennett     | Sarah                     |